# 陳甲 (嘉靖進士)
陳甲（1522年—？），字會先，號定山，直隸常州府江陰縣人，軍籍，明朝政治人物。

## 生平
嘉靖二十五年（1546年）丙午科應天府鄉試第八十四名舉人。嘉靖三十二年（1553年）中式癸丑科會試第二百四名，三甲第一百二十三名進士。户部观政，授山东高密知县，三十五年丙辰拾遗，止。

## 家族
曾祖陳薰；祖父陳哲，貢士；父陳萬春，母貢氏。弟陳丙、陳庚、陳壬。